# Charlie Sien
Charlie Sien (1910 – 2 ottobre 1984) è stato un cestista, allenatore di pallacanestro e arbitro di pallacanestro singaporiano.

## Carriera
Nel 1956 è stato allenatore/giocatore di Singapore alle Olimpiadi di Melbourne.
È stato anche arbitro internazionale e ha diretto gare in tre olimpiadi.